# Sielsowiet Mieżawa
Sielsowiet Mieżawa (biał. Межаўскі сельсавет, Mieżauski sielsawiet; ros. Межевский сельсовет) – sielsowiet na Białorusi, w obwodzie witebskim, w rejonie orszańskim, z siedzibą w Mieżawie.

## Demografia
Według spisu z 2009 sielsowiet Mieżawa zamieszkiwało 3057 osób, w tym 2896 Białorusinów (94,73%), 113 Rosjan (3,70%), 21 Ukraińców (0,69%), 7 Uzbeków (0,23%), 5 Tadżyków (0,16%), 2 Polaków (0,07%), 8 osób innych narodowości i 5 osób, które nie podały żadnej narodowości.

## Geografia i transport
Sielsowiet położony jest na Wysoczyźnie Orszańskiej, części Grzędy Białoruskiej, w północnej części rejonu orszańskiego i na północny zachód od stolicy rejonu Orszy.
Przez sielsowiet przebiegają droga magistralna M1 oraz linie kolejowe Witebsk – Orsza oraz Orsza – Lepel.

## Historia
10 października 2013 do sielsowietu przyłączono wsie Czarniauskija i Słabada.

## Miejscowości
- agromiasteczka:
  - Mieżawa
  - Zapolle
- wsie:
  - Ałancjewa
  - Aziarok
  - Bajakouszczyna
  - Czarkasowa
  - Czarniauskija
  - Dubnicy
  - Dubrauka
  - Fierma
  - Hliniszcza
  - Hrazina
  - Iwaszkawa
  - Izmajława
  - Jurcawa
  - Kałatouki
  - Kamienka
  - Kanawaława
  - Kaszyna
  - Kazieczki
  - Kazieczyna
  - Lasniczyja
  - Łahi
  - Łużki
  - Malżonkawa
  - Małotyń
  - Miadzwiedniki
  - Mońkawa
  - Nowaje Siało
  - Rubaszyna
  - Słabada
  - Stajki
  - Stapurewa
  - Staubuny
  - Swistuny
  - Szembierawa
  - Zareczcza
  - Zośkawa